# Ulrik Neumann
Hans-Ulrik Neumann, född 23 oktober 1918 i Köpenhamn, död 28 juni 1994 i Malmö, var en dansk kompositör och musiker (sångare, gitarrist).

## Biografi
Neumann debuterade tillsammans med systern Gerda Neumann 1933 och uppträdde internationellt under 1930- och 1940-talen. Under andra världskriget var han engagerad som revyskådespelare i Köpenhamn. 
Redan 1935 samarbetade han för första gången med Svend Asmussen och deras första svenska framträdande var på Gröna Lund 1941. Efter systerns död 1947, i samma flygolycka där även prins Gustaf Adolf omkom, återupptog Neumann samarbetet med Asmussen.
Duon Neumann-Asmussen utvidgades till trion Swe-Danes, då Alice Babs tillkom 1958. De turnerade i Europa och USA fram till 1961, varefter trion upplöstes och Neumann och Asmussen fortsatte som en duo. Senare uppträdde Neumann tillsammans med sina barn Ulla och Mikael i trion 3 x Neumann. 
Hans hustru Stina Sorbon var mor till Ulla och Mikael.

## Filmmusik

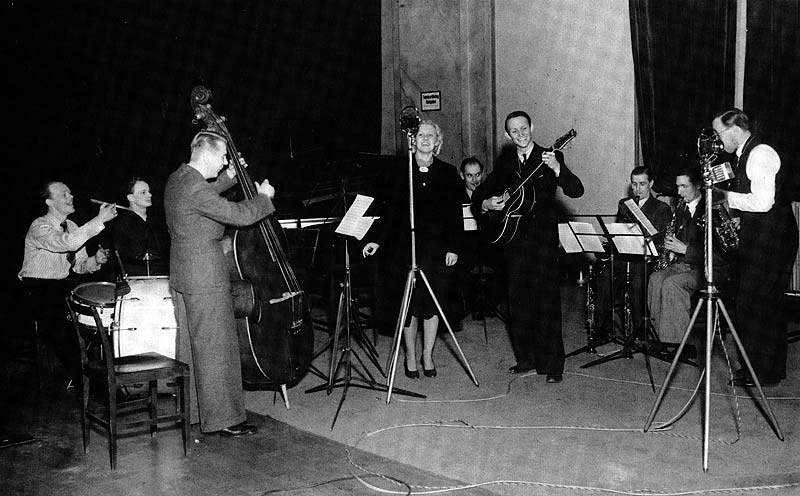
Gerda och Ulrik Neumann på skivinspelning i Stockholm 1940. Från vänster: Sture Åberg, Sune Östling, Gösta Månsson, Gerda Neumann, Herbert Welander, Ulrik Neumann, Rudolf Eriksson, Harry Eriksson och Charles Redland.

- 1949 – Lattjo med Boccaccio
- 1951 – Spöke på semester
- 1953 – Resan till dej
- 1955 – Kærlighed på kredit
- 1956 – Kärlek i det blå
- 1958 – Musik ombord
- 1959 – Ballade på Bullerborg
- 1962 – Vaxdockan

## Filmografi
- 1940 – En ganske almindelig pige
- 1941 – En mand af betydning
- 1943 – Ebberød Bank
- 1943 – Op med humøret
- 1944 – Rejsefeber
- 1944 – Det kære København
- 1945 – Musik i haven
- 1945 – Otte hundrede akkorder
- 1947 – Når katten er ude
- 1949 – Lattjo med Boccaccio
- 1950 – Op og ned langs kysten
- 1952 – Drömsemester
- 1953 – Ny og sørgelig vise
- 1956 – Kärlek i det blå
- 1958 – Musik ombord
- 1958 – Seksdagesløbet
- 1959 – Det svänger på slottet
- 1959 – Ballade på Bullerborg
- 1965 – Melodin som kom bort
- 1966 – Der var engang

## Teater och revy

### Roller
| År   | Roll        | Produktion                                | Regi        | Teater       |
| ---- | ----------- | ----------------------------------------- | ----------- | ------------ |
| 1956 | Medverkande | Stig Lommers sommarrevy 1956, Stig Lommer | Stig Lommer | Idéonteatern |

## Diskografi
- For Ulrik. New Man Music. MN-CD 0010. 2011. - Kompositioner av Neumann framförda på gitarr av Christer Karlberg, Mikael Neumann och Tobias Neumann.